# مرض نادر

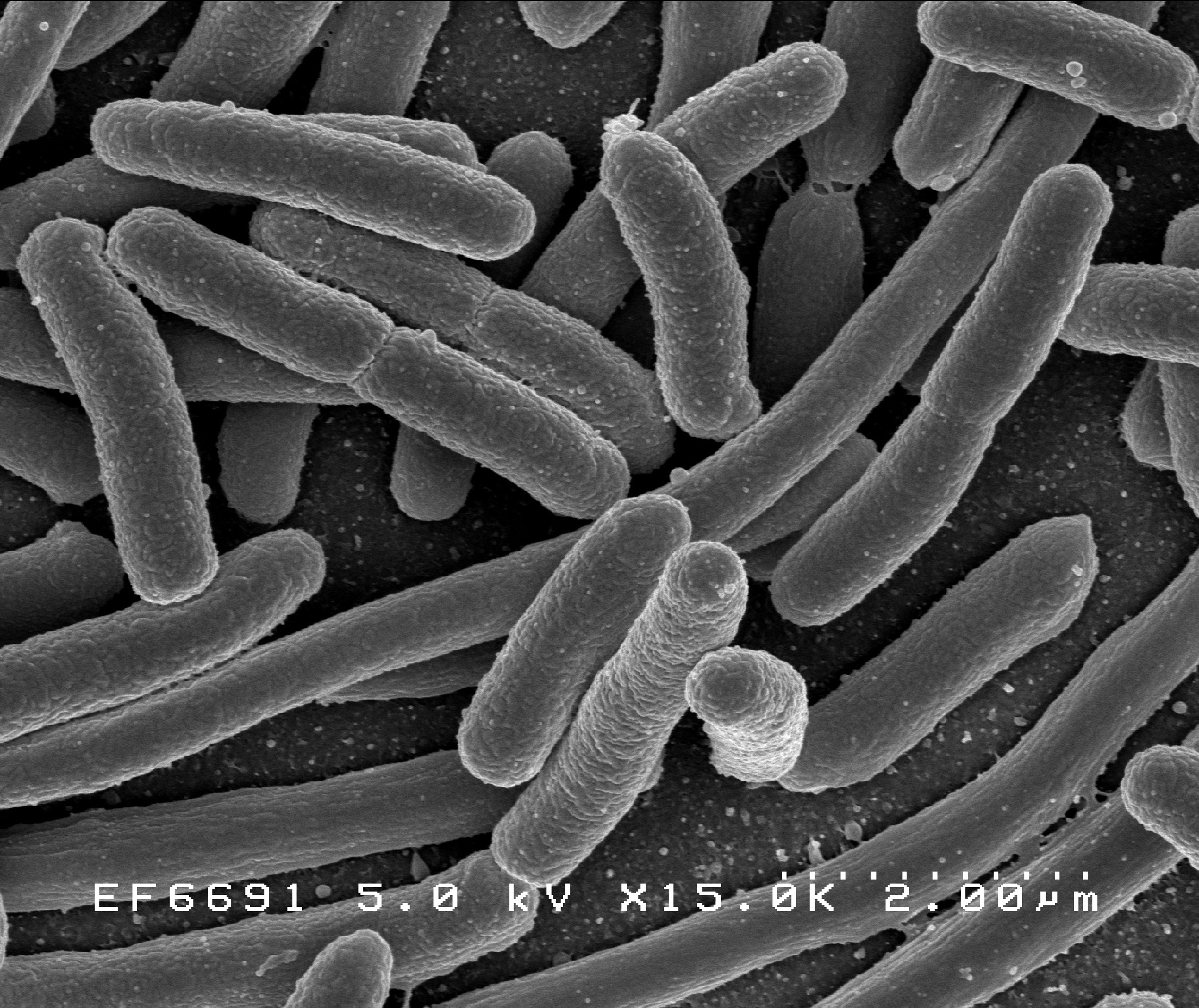
الأمراض النادرة

المرض النادر (بالإنجليزية: rare disease) ويشار إليه أيضاً باسم المرض اليتيم هو أي مرض يصيب نسبة صغيرة من السكان.
ومعظم الأمراض النادرة وراثية وبالتالي فهي تبقى مع الإنسان طوال حياته حتى إذا لم تظهر الأعراض بشكل سريع.
وتظهر معظم الأمراض النادرة مبكراً في حياة الشخص؛ وحوالي 30% من الأطفال المصابين بالأمراض النادرة يموتون قبل أن يبلغوا عامهم الخامس.
ويعتبر مرض نقص ريبوز الفوسفات 5 ribose-5-phosphate isomerase deficiency، المرض الوراثي الأندر في الوقت الحاضر حيث شُخص شخصاً واحد بهذا المرض. ولا يوجد رقم محدد تم الاتفاق عليه ليتم اعتبار المرض نادراً، فقد يتم اعتبار المرض نادراً في بقعة واحدة من العالم أو في مجموعة محددة من الناس ولكنه قد يكون شائعاً في مكان آخر.

## التعريف
ليس هناك تعريف مقبول بشكل موسع للمرض النادر فبعض التعريفات تعتمد فقط على عدد الأحياء المصابين بالمرض، وبعض التعريفات تتضمن عناصر أخرى مثل وجود علاجات كافية أو مدى شدة المرض.
ففي الولايات المتحدة يُعرف«قانون المرض النادر لعام 2002» Rare Disease Act of 2002 طبقاً لانتشاره وبشكل أكثر تحديداً بأنه أي مرض أو حالة تصيب أقل من 200,000 شخص في الولايات المتحدة، أو حوالي 1 من 1,500 شخص وهذا التعريف يشبه تعريف «قانون عقار اليتيم Orphan Drug Act of 1983» وهو قانون فيدرالي كُتب لتشجيع الأبحاث حول الأمراض النادرة والعلاجات الممكنة.
أما في اليابان فإن التعريف القانوني للمرض النادر فهو الذي يصيب أقل من 500,000 مريض في اليابان أو حوالي 1 من 2,500 شخص.
وعلى أية حال تعرف الهيئة الأوروبية للصحة العامة الأمراض النادرة على أنها مهددة للحياة أو أمراض موهنة بشكل مزمن وضعيفة الانتشار والتي تحتاج إلى جهود متضافرة لتعريفها.
وقد تم تعريف مصطلح ضعيفة الانتشار لاحقا بأنه يعني إصابة أقل من 1من 2,000 شخص وتقصى إحصائيا الأمراض التي تظهر نادرة ولكنها ليست مهددة للحياة وليست موهنة بشكل مزمن أو تعالج بشكل غير كافي من هذا التعريف.
والتعريف المستخدم في الأدب الطبي وفي الخطط الوطنية الصحية متشعب بشكل متشابه حيث تتراوح التعريفات من 1/1,000 إلى 1/200,000.

## العلاقة بالأمراض النادرة
يفضل بعض الأشخاص مصطلح المرض اليتيم بسبب التعريفات التي تتضمن الإشارة إلى توفر العلاج وشُح الموارد وشدة المرض ويستخدمون المصطلح كمرادف للمرض النادر وقد انطلقت حركة العقار اليتيم من الولايات المتحدة.
وهناك فرق آخر بين المصطلحين حيث تدمج المنظمة الأوروبية للأمراض النادرة الأمراض النادرة والأمراض الُمهملة تحت صنف أكبر للأمراض اليتيمة. 
وتدمج الحركة الأمريكية لقانون العقار اليتيم United States' Orphan Drug Act الأمراض النادرة والأمراض غير النادرة معاً حيث أنه ليس هناك توقع معقول من أن تكلفة التطوير وصنع عقار متاح في الولايات المتحدة لمثل هذا المرض أو الحالة سوف يتم استردادها من البيع في أمريكا لمثل هذا العقار كالأمراض اليتيمة.

## الانتشار
يستخدم الانتشار (عدد الأشخاص الأحياء المصابين بالمرض في وقت محدد) بدلاً من نسبة الحدوث (عدد التشخيصات الجديدة في سنة محددة) لوصف تأثير الأمراض النادرة.
وتُقدر الهيئة الأوروبية للأمراض النادرة بأنه يوجد بين 5,000 و 7,000 نوع من الأمراض النادرة المعروفة ومع أن كل مرض فردي نادر إلا أن عدد الأمراض النادرة الفردية تتسبب في إصابة ما بين 6% و8% من سكان أوروبا.
وقد تتراوح الأمراض النادرة في شدة الانتشار بين الشعوب ولهذا فالمرض يكون نادراً في بعض الشعوب ولكنه قد يكون شائعا عند شعوب أخرى.
وهذا يصدق أكثر في حالات الأمراض الوراثية والمعدية وكمثال على هذا مرض التليف الكيسي وهو مرض وراثي يندر في معظم أرجاء آسيا ولكنه منتشر نسبيا في أوروبا وفي الشعوب ذات الأصل الأوروبي.
وقد يؤدي التأثير المؤسس في المجتمعات الصغرى إلى أن ينتشر مرضاً نادراً عالمياً داخل المجتمع الصغير.
وتنتشر الكثير من الأمراض المعدية في منطقة جغرافية محددة ولكنها تندر في مكان آخر، أيضا هناك أمراض أخرى مثل الأنواع العديدة النادرة للسرطان ليس لها نمط ظاهر من التوزيع ولكنها ببساطة نادرة.
فيعتمد تصنيف الحالات جزئياً على السكان الذين تمت دراستهم فتعتبر جميع أنواع السرطان التي تصيب الأطفال عموماً نادرة لأن عدداً قليلاً من الأطفال يصابون بالسرطان ولكن هذا السرطان الذي يصاب به البالغين قد يكون أكثر شيوعاً.
وهناك حوالي 40 مرضاً نادراً ينتشرون بشكل مرتفع في فنلندا وهم يُعرفون «كتراث المرض الفنلندي».

## الخصائص
تكون الأمراض النادرة عادة وراثية وبالتالي فهي مزمنة حيث تقدر المنظمة الأوروبية للأمراض النادرة أنه 80% على الأقل من الأمراض النادرة لها أصل وراثي أما الأمراض النادرة الأخرى فتعتبر نتيجة للعدوى أو الحساسية أو لأسباب انحلالية منتشرة. 
ويعتمد تنصيف ندرة المرض على السكان الذين تمت دراستهم فكل نوع من السرطان يعتبر نادراً بين الأطفال ولكن بعض الأنواع تعتبر شائعة بين البالغين.
وقد تظهر أعراض بعض الأمراض النادرة عند الولادة أو في الطفولة بينما تظهر الأعراض الأخرى عند سن البلوغ.
وتؤكد الأبحاث المنشورة أن المرض النادر هو المزمن أو العضال مع أن الكثير من الحالات الطبية القصيرة الأمد هي أيضاً أمراض نادرة.

## الدعم
أُسست المنظمة الوطنية للأمراض النادرة عام 1983 من قبل أفراد وعائلات عانوا من الأمراض النادرة 
وأسس H.R. كذلك مكتب NIH's للأمراض النادرة في عام 2002.
وقد اُتخذت مبادرات مشابهة في أوروبا، وكذلك أُسس الاتحاد الوراثي عام 1986 حيث يدرج معلومات ويدعم مجموعات لما يقارب 1200 مرضاً نادراً. 
أيضاً أُسست شبكة الأمراض النادرة للأطفال عام 2008 وهي تخلق وعيا عاما عظيما لأمراض الطفولة الوراثية النادرة حيث تربط وتثقف وتشجع ملايين العائلات مع مقدموا الرعاية من خلال مجتمع إلكتروني وبوابة تعاونية.
وتعتبر المنظمة الكندية للأمراض النادرة شبكة وطنية للمنظمات التي تمثل الأشخاص المصابين بالأمراض النادرة داخل كندا وهدف المنظمة تقديم صوت قوي مشترك موجه لنظام الرعاية الصحية وسياسة الصحة حول الأشخاص المصابين بالأمراض النادرة.
وقد أقيم أول يوم للأمراض النادرة في أوروبا وكندا في فبرابر 2008 لرفع الوعي حول الأمراض النادرة وقد خُطط لأن تتم اقامته في اليوم الأخير من شهر فبراير كل سنة.